# Armand Chartier
Pour les articles homonymes, voir Chartier.
Armand Chartier est un réalisateur français, producteur de films documentaires sur le monde rural, né le 18 mars 1914 à Touillon-et-Loutelet (Doubs) et mort à Paris 13e le 31 décembre 2002.

## Biographie
Armand Chartier est le pseudonyme de cinéaste d'Armand Deleule, ingénieur des Eaux et Forêts, qui refonde et diversifie la cinémathèque du Ministère de l'Agriculture en 1947.
Dès lors, cinéphile passionné, il engage une politique de création audiovisuelle presque exclusivement consacrée au monde rural.
Les premières réalisations de la jeune cinémathèque sont des œuvres de commande dues notamment à Jean Painlevé - le grand spécialiste du cinéma animalier - et Jean Benoit-Lévy, spécialiste des films scientifiques.
Mais au-delà de la production et de la réalisation, la cinémathèque prolonge très vite ses activités dans les campagnes. Dès 1948, le chiffre des spectateurs touchés par les projections dans le monde associatif et les foyers ruraux atteint un million de personnes.
La même année, Armand Chartier écrit pour Dimitri Kirsanoff le scénario de Fait divers à Paris - deux prix à New York et à Rome - qui sera le premier long métrage de ce que l'on appelle à l'époque « l'école néo réaliste française » : Raymonde quitte sa campagne et ses parents cultivateurs pour monter à Paris.
À partir de cette période, la cinémathèque du Ministère de l'Agriculture devient l'endroit où il faut travailler lorsque l'on se lance dans le cinéma. Parmi les signatures qui ont honoré la cinémathèque, on trouve Robert Enrico, Jacques Demy, Jean-Gabriel Albicocco, Sacha Vierny, Alain Resnais, Jean Chapot, Georges Rouquier, Georges Franju, Jacques Doillon, Marcel Bluwal, René Clément, Jacques Doniol-Valcroze, Denys de La Patellière ou encore Éric Rohmer.
De grands directeurs de la photographie renommés comme Henri Decae, Jean Rabier, Jean Boffety y ont débuté ; des musiciens comme Georges Delerue, Joseph Kosma, Daniel White, François de Roubaix, Vincent Scotto y ont travaillé.
Très vite, Armand Chartier comprend l'importance de la télévision pour le monde rural. Il participe à la création de la série Les Cousins avec Pierre Desgraupes ainsi qu'à la naissance de la Télé-Promotion-Rurale qui utilise les décrochages régionaux.
Au niveau international, c'est lui qui est à l'origine des premiers accords avec l'Office national du film du Canada et diffuse en Europe les films de Norman Mac Laren.
À la tête de la cinémathèque du Ministère de l'Agriculture, Armand Chartier aura réalisé ou produit plus de 500 films dont 127 auront obtenu des prix internationaux.
Armand Chartier est un des seuls cinéastes français à avoir eu pour unique vocation l'éducation populaire.
57 de ses films sont disponibles sur Gallica, la bibliothèque numérique nationale, dont la série La voix, portraits de femmes dans le milieu agricole.

## Filmographie
- 1947 : Palot
- 1950 : Le Premier Pas
- 1951 : Conte de la forêt
- 1951 : La Dot de Sylvie
- 1951 : Alpages
- 1952 : Jeunes Filles
- 1955 : L'Art d'être heureux
- 1957 : Les Chemins de l'été
- 1959 : Images de Sologne
- 1960 : Le Village au milieu des brumes
- 1960 : Les Trois Amis
- 1962 : L'Art vétérinaire en France
- 1963 : Fario et les pécheurs
- 1963 : Au pays des quatre vertus
- 1964 : De Tokyo à Tokyo
- 1964 : Hamas
- 1964 : Heures paysannes du Japon
- 1964 : Honorable Japon
- 1965 : Cheval et équitation, une série de 5 films (Arabesques, Chevalerie, Hippisme, Homo Equitans, Puissance un cheval)
- 1967 : Henriette (série 'la voix')
- 1968 : Marianne (série 'la voix')
- 1968 : Élevage à l'américaine
- 1969 : Daniele (série 'la voix')
- 1970 : Marie Louise (série 'la voix')
- 1970 : Élevage européen
- 1971 : Miette (série 'la voix')
- 1971 : Sylvie (série 'la voix')
- 1972 : Jacqueline (série 'la voix')
- 1972 : Colette (série 'la voix')
- 1972 : Lilli (série 'la voix')
- 1973 : Le Visiteur
- 1973 : La Reverdie
- 1974 : Biquette (série 'la voix')
- 1975 : Champs clos
- 1975 : Café du Commerce
- 1975 : Elvire (série 'la voix')
- 1975 : Cecile (série 'la voix')
- 1975 : Fernande (série 'la voix')
- 1976 : Chronique de Bercé